# Selección de sóftbol de México
La Selección de sóftbol de México es la selección oficial que representa a México en eventos internacionales de sóftbol. En el 2019 participó en los Juegos Panamericanos de Lima.